# W sieci (film)
W sieci (ang. Disclosure) – amerykański thriller erotyczny w reżyserii Barry’ego Levinsona z 1994 roku. Film jest adaptacją powieści „System” Michaela Crichtona.

## Treść
Tom Sanders jest szczęśliwie żonatym ekspertem komputerowym w dużym przedsiębiorstwie. Ma nadzieję na awans, ale jego wymarzone stanowisko obejmuje kobieta, Meredith Johnson. Toma Sandersa z nową szefową łączył w przeszłości romans. Meredith chce odnowić dawny związek i próbuje uwieść podwładnego. Jednak Tom odrzuca jej propozycję. Następnego dnia zostaje oskarżony o napastowanie seksualne. Wkrótce przekona się, że to nie koniec intrygi.

## Obsada
- Michael Douglas - Tom Sanders
- Demi Moore - Meredith Johnson
- Donald Sutherland - Bob Garvin
- Jacqueline Kim - Cindy Chang
- Joe Urla - John Conley Jr.
- Michael Chieffo - Stephen Chase
- Caroline Goodall - Susan Hendler
- Joseph Attanasio - Furillo
- Roma Maffia - Catherine Alvarez
- Faryn Einhorn - Eliza Sanders
- Dylan Baker - Philip Blackburn
- Trevor Einhorn - Matt Sanders
- Rosemary Forsyth - Stephanie Kaplan
- Allan Rich - Ben Heller
- Dennis Miller - Mark Lewyn
- Kate Williamson - Barbara Murphy

## Nagrody i nominacje
MTV Movie Awards 1995
- Najlepszy czarny charakter - Demi Moore (nominacja)
- Najbardziej pożądana kobieta - Demi Moore (nominacja)